# 인동딸기
인동딸기(common snowberry)는 인동과 인동딸기속에 속하는 현화식물이다. 북아메리카 원산으로 캐나다 및 미국 북부와 서부에 많다. 학명은 심포리카르포스 알부스(Symphoricarpos albus).